# Самозаймання вугілля
Самозайма́ння вугі́лля (рос. самовозгорание угля, англ. self-ignition of coal; нім. Selbstentzündung von Kohle) — процес спонтанного підвищення температури з наступним самозайманням вугілля та (або) вуглевмісних порід. Самозаймання вугілля — це фізико-хімічний процес, який проходить у промислових умовах гірничих виробок шахт, в штабелях і відвалах різної форми і розмірів. З фізичної точки зору це процес переходу хімічної системи з низькотемпературного стану у стан горіння внаслідок виникнення тепла у самій системі без притоку тепла у систему ззовні.

## Теорії самозаймання вугілля
Існують дві теорії самозаймання вугілля: киснева і біохімічна.

### Киснева теорія
За кисневою теорією самозаймання розглядається як результат окиснення вугілля киснем повітря. Самозаймання вугілля — сукупність трьох груп процесів, які протікають одночасно: — термохімічних реакцій між вугіллям та киснем повітря; — тепловиділення та переносу тепла; — газодинамічних процесів у поровому середовищі. Мікроскопічні досліди показали, що на поверхні частинок вугілля, а також у тріщинах і доступних кисню порах розвивається зона окиснення. Молекули кисню проникають через пори у середину частинок вугілля і вступають з ним у взаємодію, яка супроводжується виділенням тепла. Ширина зони окислення залежить від структури і петрографічного складу вугілля, ступені його метаморфізму, пористості і реакційної здатності до окислення (хімічної активності). У розвитку самозаймання певну роль відіграють також виділення тепла при випарюванні і конденсації вологи, утворення води і газів за рахунок хімічних реакцій, сорбції та десорбції, масоперенос дифузією, конвективний перенос тепла за рахунок зміни барометричного тиску, теплової та хімічної депресій та ін. Складовими частинами процесу самозаймання є хімічні реакції, притік кисню і теплофізичні співвідношення між системою та навколишнім середовищем. Джерелом тепла у системі є хімічні реакції окиснення активних її компонентів киснем, який надходить в систему з навколишнього середовища або яке виникає при розкладі других компонентів системи.
Процес окиснення органічної речовини викопного вугілля і вуглевмісних порід є складним і багатофакторним, що обумовлено гетерогенністю та складністю структури вугілля. Різні гіпотези самозаймання вугілля (перекисна, фенольна, неграничних сполук та ін.) базуються на аналогії процесу окислення вугілля з окисненням окремих класів органічних сполук.
Виходячи з того, що самозаймання є сукупністю процесів термохімічних реакцій горючих речовин с киснем повітря, тепловиділення і переносу тепла і газодинаміки у пористому середовищі, з допомогою систем диференційних рівнянь розроблено декілька математичних моделей самозаймання. Шляхом рішення таких систем рівнянь для різних умов (вироблений простір, цілики вугілля у шахтах, штабелі вугілля на складах, породні відвали) розроблені методики визначення пожежобезпечних розмірів вугільної (вуглевмісної) маси, часу досягнення критичних температур у цій масі (індукційний період) та ін.
Профілактика самозаймання вугілля основана на подавлені та ліквідації фізичних умов самозаймання. Для цього треба зменшити хімічну активність вугілля, зменшити накопичення тепла і притік повітря. Знизити хімічну активність вугілля можна використанням антипірогенів або дезактивацією вугілля. Накопичення тепла можна ослабити зменшенням кількості вугілля, яке окиснюється та прискоренням швидкості гірничих робіт.

### Біохімічна теорія
Біохімічна теорія самозаймання вугілля висунута і розвинена українськими вченими в циклі робіт М. П. Зборщика, В. В. Осокіна та ін. Згідно з нею самонагрівання і самозаймання вугілля і вуглевмісних порід протікає за рахунок теплоти екзотермічних реакцій окиснювального вилуговування в них піриту за участю тіонових бактерій, що знаходяться в порових розчинах та інтенсифікують процес вилуговування. Морфологія (форма існування) тіонових бактерій в поровому розчині змінюється при зміні його параметрів (температури, кислотності, наявності поживних субстратів і джерел енергії). В природних водно-повітряних умовах тіонові бактерії розкладають в порах породи мікрокристали піриту по їх зовнішній поверхні на елементну сірку і попутні компоненти (сірчану кислоту, сульфати, гідроксид заліза і ін.). Таким чином, з гірської породи, яка містить пірит, під дією тіонових бактерій виділяється елементна сірка (відкриття, захищене в 1998 р. дипломом № 79). Виділення елементної сірки і сірчаної кислоти зумовлює перехід самонагрівання в самозаймання порід. Причому, спершу біля розігрітої до температури 248—261 °C породної поверхні (внаслідок дії теплоти екзотермічних реакцій, ініційованих тіоновими бактеріями) самозаймаються пари елементної сірки.
При температурі близько 300 °C і вище з вугілля і вугле-глинистих порід виділяються такі дуже небезпечні і шкідливі речовини: сірковуглець CS2, сіркооксид вуглецю COS, сірководень H2S, діоксид сірки SO2, сірчаний ангідрид SO3, концентрована сірчана кислота H2SO4.
Процес розігрівання гірської породи від 160 °C (холоднополум'яне горіння сірки) до температури понад 1000 °C протікає безперервно. При цьому тепловиділення на кожній попередній стадії достатнє для підвищення температури середовища до такого значення, при якому стає можливим протікання екзотермічної реакції на кожній подальшій стадії горіння.
Профілактика самонагрівання і самозаймання піритвмісних гірських порід полягає в придушенні життєдіяльності тіонових бактерій і нейтралізації продуктів біохімічного окиснення піриту, в основному елементної сірки і сірчаної кислоти. Для цього використовують гідроксиди і карбонати Na, K або Ca, які володіють універсальними властивостями при використанні у вигляді розчинів або суспензій придушувати життєдіяльність тіонових бактерій і нейтралізувати шкідливі речовини новоутворення на всіх стадіях протікання в г.п. екзотермічних процесів. Серед таких речовин найбільш доцільно використати гідроксид кальцію — гашене вапно, що є відходом металургійного виробництва. Для профілактики самонагрівання вугілля й вуглевмісних порід на їх поверхні можна формувати захисні шари антиоксидантів внаслідок взаємодії в розчинах спеціально підібраних речовин-антагоністів (CaCl2 — Na2SO4; CaCl2 — Na2CO3 і ін.).

## Дослідження самозаймання вугілля
Схильність вугілля до самозаймання (СЗ) є його внутрішньою властивістю, зумовленою початковим матеріалом, умовами його перетворення і характеризує його здатність взаємодіяти з киснем.
Запропоновано велику кількість методів визначення схильності вугілля до самозаймання, основаних на визначенні швидкості взаємодії вугілля з киснем, зміні його фізичних властивостей при окисненні, петрографічному складі і структурі вугілля. Розроблені різні методи визначення пожежотвірних параметрів великих мас вугілля, включаючи показник схильності до самозаймання, як один з параметрів, що характеризують імовірність самозаймання.
Запропоновані системи рівнянь, що описують тепловий баланс, конвективний притік кисню і масоперенесення, які враховують основні процеси у вугіллі під час окиснення.  Питання про вплив генетичних і геохімічних чинників на СЗ вугілля досліджене недостатньо, в зв'язку з чим існують протилежні думки з цього приводу.
З всіх видів вугілля найбільш поширені і вивчені гуміти. Більшість досліджень низькотемпературного окиснення і самозаймання вугілля проведена на гумітах різного ступеня метаморфізму. В Донбасі також найбільш вивчені гуміти, що складають основну масу вугілля басейну і найбільш схильні до самозаймання.
Сапропеліти завдяки великій щільності структури практично не взаємодіють з киснем при низьких температурах. Значна щільність ліптобіолітів утруднює проникнення кисню всередину шматків, що сповільнює протікання окиснювальних процесів, тобто ліптобіоліти за окиснюваністю схожі з сапропелітами.
Про роль різних петрографічних інгредієнтів в процесі низькотемпературного окиснення і самозаймання немає єдиної думки. Відмінність молекулярної структури мікрокомпонентів вугілля обумовлює різну міру їх активності при взаємодії з киснем. Включення інертиніту збільшує хімічну активність вугілля, оскільки висока пористість зумовлює проникнення кисню всередину вугільної речовини до більш реакційноздатної поверхні вітриніту. Зі збільшенням вмісту у вугіллі фюзенізованої речовини і зменшенням геліфікованої схильність вугілля до самозаймання меншає. Легше окиснюється вугілля з підвищеним вмістом вітриніту і семивітриніту. У кам'яному вугіллі великі включення інертиніту сприяють створенню додаткової реагуючої поверхні за рахунок збільшення пористості і розвитку мікротріщин у вітриніті. У бурому вугіллі вітриніт має власну, сильно розвинену мережу мікротріщин, і інертиніт не впливає на його окиснення.
Мінеральна частина не є інертно баластною, а впливає істотним чином на окиснювальні процеси, в залежності від складу інгібуює або каталізує їх.
Аналіз ендогенних пожеж в шахтах Донбасу показав, що схильним до СЗ є в основному вугілля відновленого типу, тобто вугілля з підвищеним вмістом сірки. Схильне до СЗ маловідновлене вугілля в більшості випадків містило понад 1,1% сірки.
Максимальну схильність до самозаймання має вугілля, відповідне стадіям вуглефікації, на яких спостерігалися корінні зміни структури вугільної речовини за рахунок стрибкоподібного виділення летких продуктів. Це непрямо підтверджує радикальний механізм низькотемпературного окиснення вугілля, оскільки при виділенні летких продуктів частина вільних зв'язків замінювалася за рахунок приєднання зайвих атомів водню або утворення місточкових кисневих зв'язків, а інша частина могла утворити вільні радикали різної стабільності. Хоч не всі тверді горючі копалини схильні до самозаймання, однак, всі без виключення змінюють при окисненні фізичні і хімічні властивості.
Меншає міцність вугілля і змінюється його гранулометричний склад: знижу¬ється вміст великих зерен, які внаслідок розтріскування розсипаються на дрібний. Змінюється поверхня шматків вугілля, меншає міра блиску вітриніту, з'являються бурі, жовті, білі нальоти, зумовлені відкладенням сульфатів за рахунок окиснення піриту і гідроксидів заліза, карбонатів і ін. Спочатку збільшується (до 8%) за рахунок приєднання кисню і поглинання води, а потім меншає маса вугілля.
Різко зростає пористість вугілля за рахунок збільшення об'єму макропор. Змінюється також елементний склад органічної маси, причому вміст вуглецю і водню меншає, а кисню зростає. Ці зміни особливо помітні при окисненні вугілля в умовах підвищених температур.
Знижується вихід і змінюється елементний склад летких продуктів, що утворюються при напівкоксуванні вугілля. У летких продуктах збільшується частка кисню і меншає вміст вуглецю і водню.
Значно зростає вміст у вугіллі карбоксильних, альдегідних, кетонних і хіноїдних карбоксильних груп, фенольних і спиртових гідроксильних груп, метоксильних і складноефірних угрупувань. Зміна елементного складу і хімічної будови вугілля внаслідок окиснення впливає на вихід летких речовин і теплоту згоряння, яка особливо помітно знижується при окисненні малометаморфізованого вугілля. Вихід летких речовин при окисненні спочатку, як правило, збільшується, а потім меншає, причому для високометаморфізованого вугілля зростання виходу летких речовин більш значне. По мірі збільшення глибини окиснення в складі летких речовин меншає вміст водню, метану, етану і зростає кількість СО і СО2.
Характерною ознакою окиснення вугілля є помітне підвищення вмісту гігроскопічної вологи. Внаслідок збільшення кількості кисеньвмісних груп на поверхні вугільних частинок вона стає гідрофільною, що різко знижує флотованість вугілля.
При окисненні кам'яного спікливого вугілля знижується його спікливість, що приводить до погіршення якості коксу. Внаслідок зміни хімічної будови органічної маси вугілля при окисненні спостерігається зниження виходу смоли напівкоксування, збільшення вмісту кисеньвмісних сполук у смолі і первинному газі, зростання виходу підсмольної води. При високотемпературному коксуванні окисненого вугілля помітно знижується вихід кам’яновугільної смоли і сирого бензолу, підвищується вихід пірогенетичної вологи і меншає теплота згоряння коксового газу внаслідок збільшення в ньому кисеньвмісних компонентів.
Окиснення і вивітрювання кам'яного вугілля приводить до появи у нього здатності до взаємодії зі слабкими розчинами лугів, тобто за властивостями воно наближається до бурого вугілля, хоч продукти, які отримують при цьому, не можна назвати гуміновими кислотами, оскільки при вуглефікації бурого вугілля гумінові кислоти зазнають незворотних змін і утворюють в кам'яному вугіллі речовини, нейтральні щодо слабких лужних розчинів.